# 프레디 스타
프레디 스타(본명: 프레드릭 레슬리 포웰, Frederick Leslie Fowell 1943년 1월 9일~2019년 5월 9일)는 영국의 스탠드업 코미디언, 인상파, 가수, 배우였다. Starr는 1960년대 초 머시 비트 로큰롤 그룹 Midniters  의 리드 싱어였으며 오퍼튜니티 노크 및 Royal Variety Performance 에 출연한 후 1970년대 초에 유명해졌다. 그는 1970년대에 지미 새빌과 더불어 성추행했다는 사실로 조사를 받은 이력이 있다.
1990년대에 그는 Freddie Starr (1993–1994), 프레디 스타 쇼 (1996–1998), 1996년과 1997년 An Audience with... 의 두 에피소드를 포함한 여러 TV 프로그램에 출연했다.
1999년에는 게임쇼 비트 더 크러셔를 선보였다.

이후 지미 새빌이 죽은 뒤 유트리 작전에서 피해자의 진술이 사실이 되어 유죄 처분을 받았으나 아주 오래 전 일이라 수사가 결국 정체되었고 그 틈을 타 스페인으로 도망쳐 죽을 때까지 그 나라에서 살았다.

## 같이 보기
- 조주빈
- 오스틴 존스
- 게리 글리터
- 맥스 클리퍼드
- 롤프 해리스
- 김기덕
- 리차드 허클